# マーチン・ポーター
マーチン・ポーター（Martin Porter, 1983年10月13日Martijn Hubertus Johannes Terportenとして生まれる) は Van Gunn (2004–2008), 7 Days' Wonder (2009)のリードボーカルを務めたミュージシャン兼作詞家である。
主にK-otic (2001–2003) の歌手として知られる。現在 Axport で活動中。

## 経歴
ポーターはオランダのMaasbreeで育った。
主に両親の影響でビートルズ、ローリング・ストーンズ、トム・ペティ、シン・リジィなどを聞いて育ち、80年代のグラムロックと90年代のグランジの変遷期に主に姉のレコードを盗み聞きして両方の味をしめた。
これらすべての曲が英語だったため、幼くして彼は英語を学ぶとともに、歌詞を読むことを通して作詞に興味を持った。彼が覚えている限り常に歌を歌っていたが、自分自身で作詞をしてみるまでは本格的に歌唱することはなかった。
そして12歳のときに音楽への興味を共有する親友二人（ボーイ、ワードのアクス兄弟）と主に最初のバンドを始動した。2001年にマーチンはオランダでスターメーカーという芸能人のリアリティショーのはしりであるテレビ番組に出演者として選ばれ、番組を通じて 「K-otic」というポップグループに在籍することになった。契約が最後の公演である2003年1月26日まででなかったため、マーチンはずっとロックやハードロックを聴いてきた所以、このグループに属するのは肌に合わず、可能な限り早くグループから抜けると発表した。
その間マーチンはずっと元のバンドである「Van Gunn」との繋がりを保ち、更なる経験を積み活躍するためロサンゼルスに進出した。
2006年に Van Gunn はレトンレコードと契約し、ロサンゼルスで彼らのデビュー作となるべくアルバムを制作したが、メンバーの好みや方向性の違いから解散に至った。
2008年にマーチンは大学で音楽を専攻するためにロッテルダムに引越したが、彼の望む物でなかったようで、マーチン曰く実際の音楽業界で活動を経験した後では教科書に戻るのは何か違うと感じたそうだ。大学在籍中にマーチンは5曲のEPレコードを制作した仲間とともに「7 Days' Wonder」というバンドを結成し、日本とオランダのツアーを行ったが、短期間では商業的な成功を収めることができなかった。またマーチンは彼の関わってきた大きなミックススタイルに焦点を当てたソロ活動もすることを決めたと言われている。
2010年9月、マーチンはロサンゼルスに戻り、再びボーイアクスと共に活動するために連絡を取るようになった。現在マーチンはロサンゼルスでボーイ・アクスと2011年前半にリリースされる予定のアルバムのために作曲とレコーディングを行っている。10月半ば彼は Axport（アクスポート）というアクスとポーターを組み合わせた新バンドの名前を公表したが、その名前を選んだ主な理由は偶然彼ら自身が米国への輸出品（エクスポート）だったからだ。

## ディスコグラフィ
- Van Gunn -            Van Gunn (Retone Records 2007) Digital Only
- 7 Days' Wonder - Phenomena (Evil Distortion Records 2009) Digital Only

K-otic
| アルバムとオランダでの順位 アルバム上位20/50/75/100位 | 発売日 | ランクイン日 | 最高順位 | ランクイン週数 | その他                |
| ----------------------------------------------------- | ------ | ------------ | -------- | -------------- | --------------------- |
| Bulletproof                                           | 2001   | 02-06-2001   | 1(7wk)   | 32             | Platina               |
| Live and more                                         | 2001   | 11-08-2001   | 39       | 4              | Live album / cd & dvd |
| Indestructible                                        | 2002   | 21-09-2002   | 2        | 16             | Goud                  |